# Sexta-feira sangrenta

Manifestantes carregam um jovem ferido nos protestos de 21 de junho de 1968, que ficaram conhecidos como "sexta-feira sangrenta".

Soldados do Exército Brasileiro durante as manifestações de 21 de junho.

Sexta-feira sangrenta foi como ficou conhecida repressão a um protesto realizado no dia 21 de junho de 1968 no Rio de Janeiro, durante a ditadura militar brasileira. 
Uma manifestação estudantil em frente ao edifício do Jornal do Brasil ("JB") gerou um conflito que terminou com três mortos (segundo a versão oficial) ou 28 mortos (segundo o Centro de Documentação de História Contemporânea da Fundação Getulio Vargas), dezenas de feridos e mais de mil prisões. Até hoje não se sabe a real quantidade de mortos resultantes dos confrontos.
O confronto teve o apoio dos moradores do lugar, e gerou uma ampla repercussão jornalística, especialmente por parte do JB por sua localização, dedicando dez páginas com muitas fotografias. Na sua edição 63 (ano 68), registrou: "Uma batalha a balas, cassetetes e pedras entre estudantes e a Polícia, com a participação também de milhares de pessoas das janelas dos edifícios, paralisou o Centro da Cidade ao meio-dia de ontem e só terminou seis horas depois, com um policial morto e, presumidamente, dois civis, cerca de 80 feridos e mais de mil presos".

## O protesto
No dia 18, o líder estudantil Jean Marc von der Weid havia sido preso junto a outros estudantes ao final de uma passeata. No dia seguinte, novo ato foi reprimido com violência pela polícia. Em 20 de junho, centenas de estudantes se reuniram no Teatro de Arena da Faculdade de Ciências Econômicas da Universidade Federal do Rio de Janeiro (UFRJ) e obrigaram o reitor e o Conselho Universitário a debater com eles a situação do ensino superior. Na saída, os jovens são violentamente reprimidos com golpes de cassetete e tiros. Mais de 300 foram presos e levados ao campo do Botafogo, onde sofreram espancamentos e humilhações.
Na manhã do dia 21, sexta-feira, uma nova passeata em protesto contra a repressão ocorre no centro do Rio de Janeiro. Os estudantes reagem, enfrentando a cavalaria da polícia com rolhas e bolas de gude, que fazem os cavalos tombar. A população apoiou os jovens e também atacou a polícia com pedras. A policia reagiu com tiros e bombas de gás lacrimogêneo foram lançadas de helicópteros. Durante o fim da manhã e toda a tarde, o conflito se espalhou por uma extensa área do centro.
O fotógrafo Evandro Teixeira clicou um manifestante caindo ao chão com os braços abertos, após ser atingido por dois policiais com os cassetetes em mãos. A foto virou símbolo da repressão militar de 1968, publicada no dia seguinte sem crédito e no pé da primeira página do Jornal do Brasil por estratégia do editor-chefe, jornalista Alberto Dines. Entrevistado 52 anos depois pela Folha de S.Paulo em campanha lançada pelo jornal em defesa da democracia, Evandro relatou estar na cobertura dos fatos quando percebeu uma "movimentação incomum" e seguiu em direção ao Teatro Municipal, testemunhando a pancada que fez o manifestante se desequilibrar e cair com a cabeça no meio-fio. "Deu um berro horroroso e ficou lá estrebuchando", afirmou ao jornal paulista. O Jornal do Brasil teria publicado dias depois reportagem na qual buscaria localizar quem seria aquele personagem retratado, não havendo resposta sequer de pai e mãe e sendo possível supor que seria uma das vítimas fatais.
A batalha durou até o início da noite e persiste uma controvérsia com relação ao número de mortos. O verbete do Centro de Documentação de História Contemporânea (CPDOC), da Fundação Getúlio Vargas, fala em "um saldo de 28 mortos, segundo informações dos hospitais – ou três, segundo a versão oficial".